# Foidowe monzogabro
Foidowe monzogabro – średnio- lub gruboziarnista zasadowa skała magmowa głębinowa. Jest skałą przejściową między foidowym monzonitem a foidowym gabrem. Zawiera 50–70% plagioklazów w stosunku do skaleni potasowych (30–50%), 10–60% skaleniowców (foidów), 25–60% minerałów ciemnych. Na diagramie klasyfikacyjnym QAPF foidonośne foidowe monzogabro zajmuje wraz z foidowym monzodiorytem pole 13. Obie skały nazywane są esseksytem.

## Skład mineralny
Plagioklazy (andezyn-labrador), skaleniowce, pirokseny (augit, diopsyd, hipersten), ortoklaz, mikroklin, podrzędnie amfibole, oliwiny, biotyt. Minerały akcesoryczne: ilmenit, magnetyt, tytanit, rutyl, apatyt, granaty, korund.

## Cechy zewnętrzne
Barwa szara, szarozielona, zielona, zielonoczarna. Przełam nierówny, ziarnisty.

## Budowa wewnętrzna
Jawnokrystaliczna, równo-różnokrystaliczna, średnio- lub grubokrystaliczna, bezładna, rzadko kierunkowa, zbita.